# Rathaus (Nörvenich)

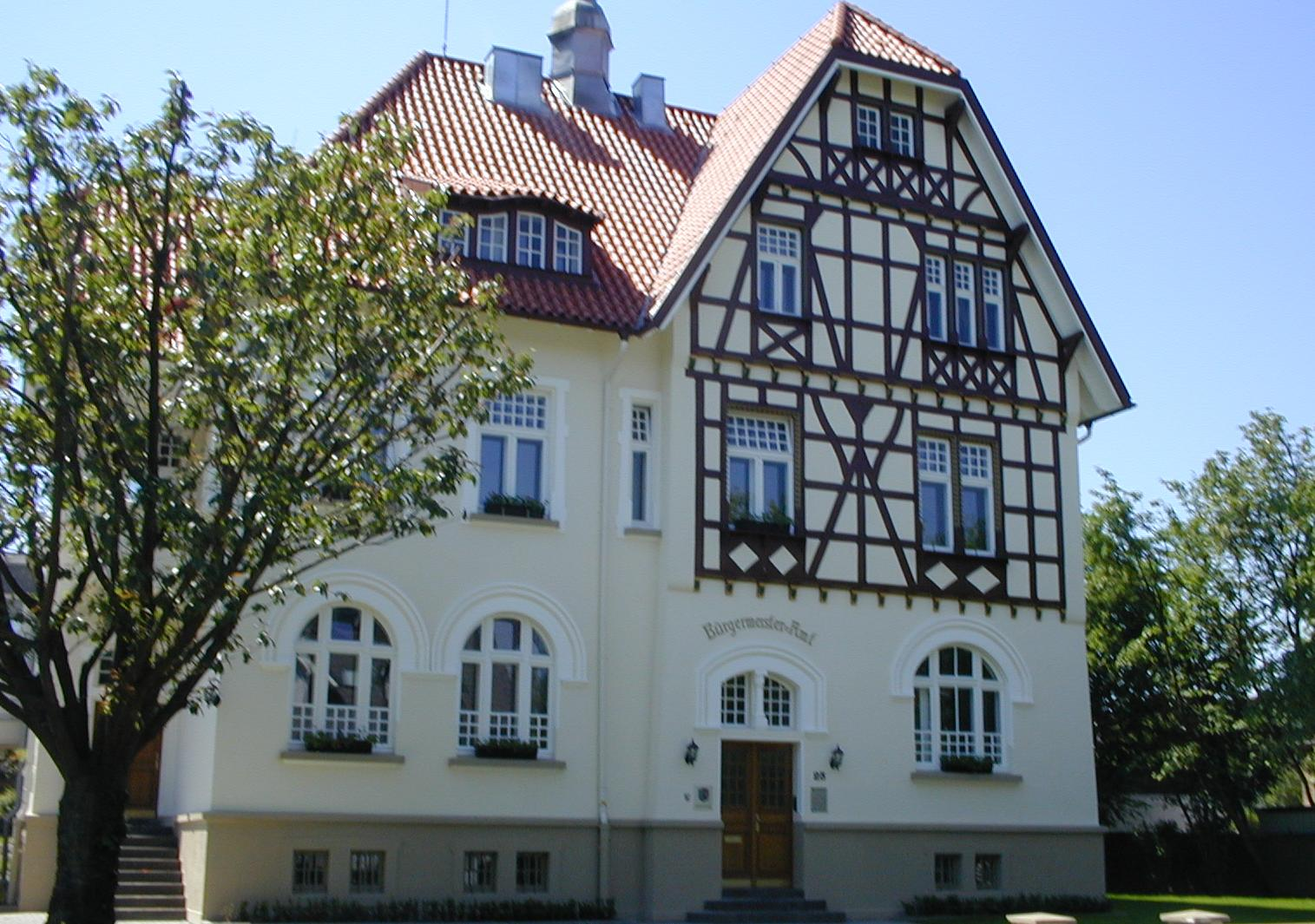
Das Rathaus heute

Das Rathaus ist Sitz der Gemeindeverwaltung Nörvenich im Kreis Düren, Nordrhein-Westfalen. Es steht unter Denkmalschutz.
Das ursprüngliche Gebäude wurde 1910 erbaut. Das Aussehen hat sich bis heute nicht verändert.

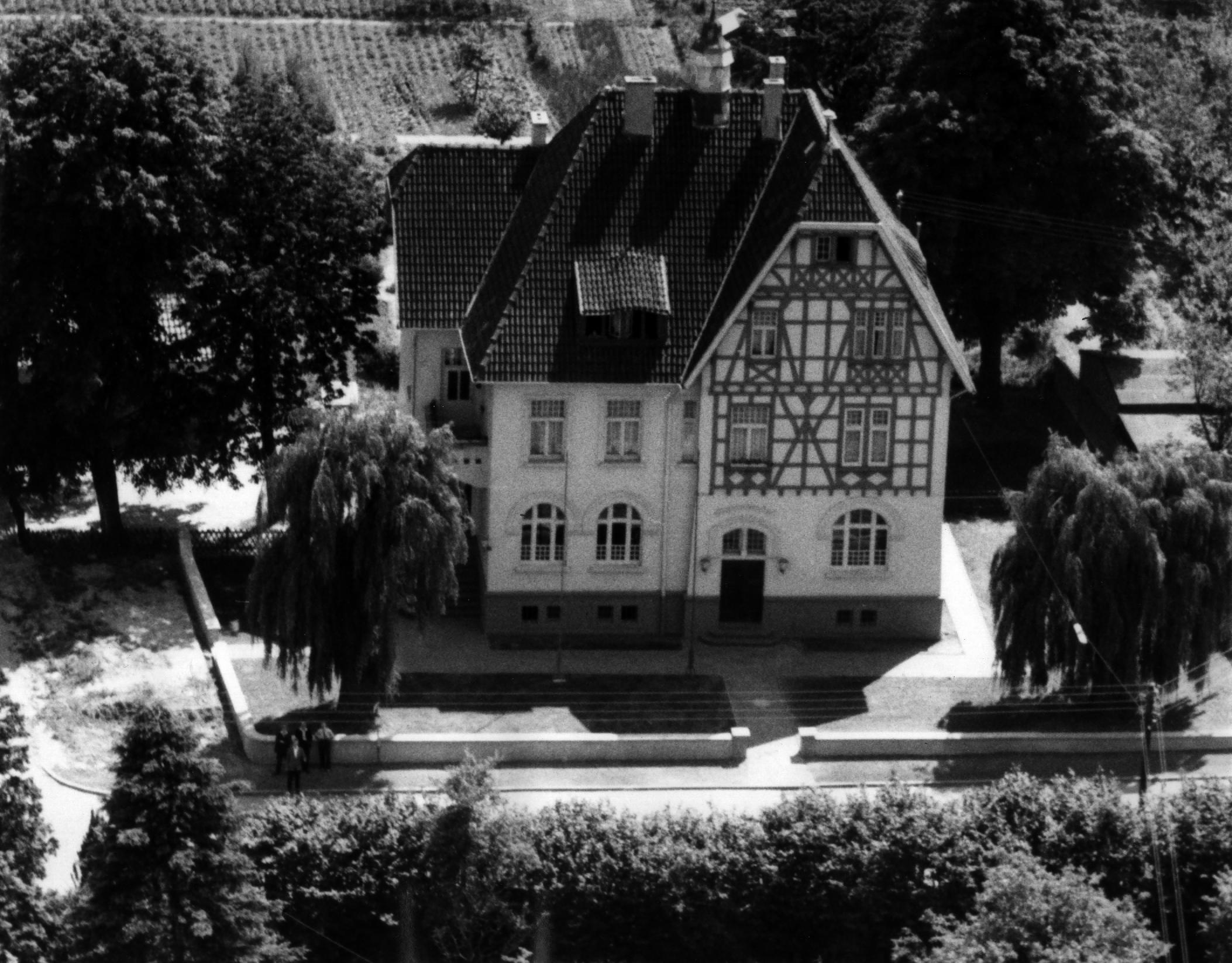
Das Rathaus etwa 1930

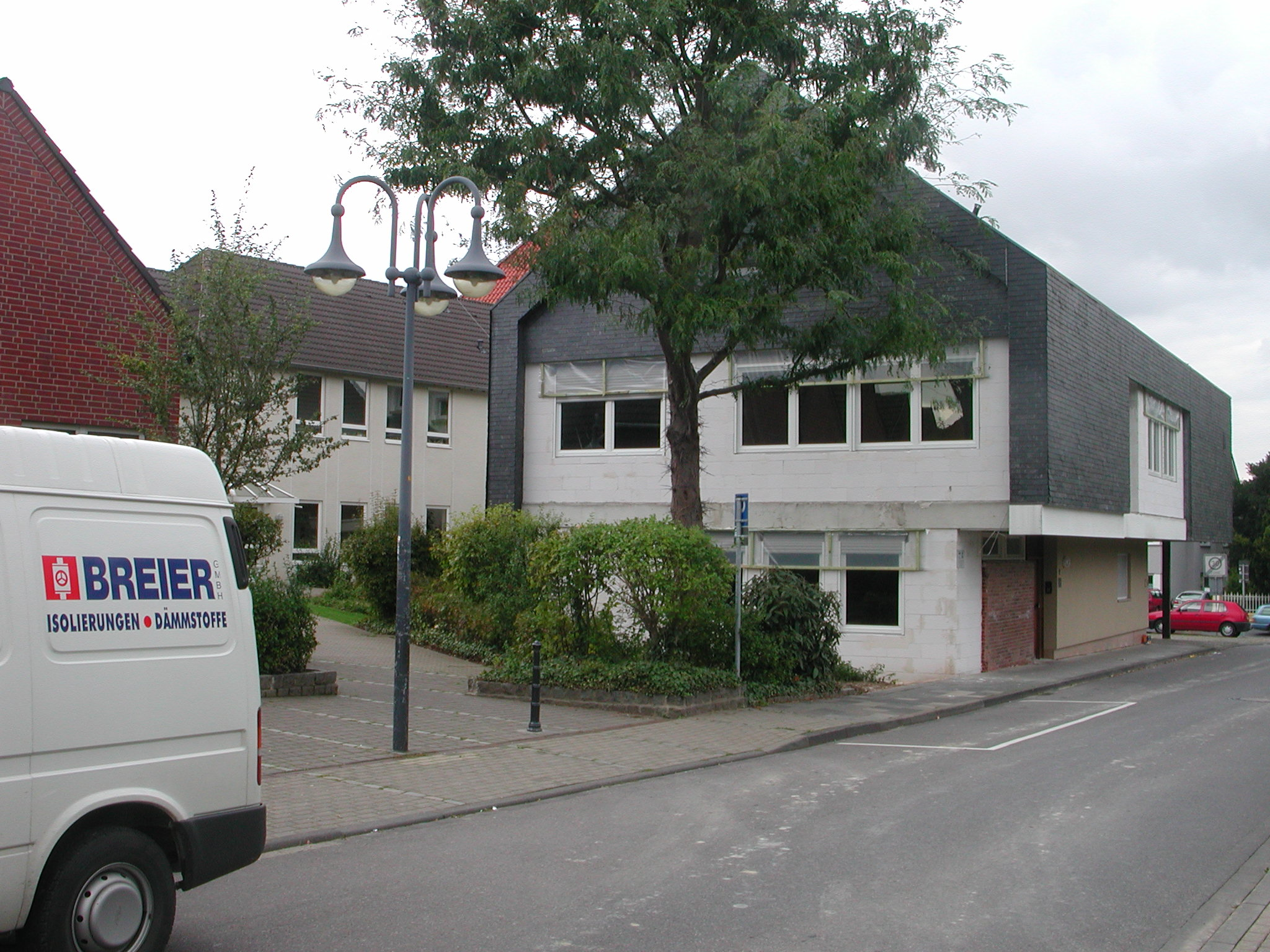
Rechts die ehemalige Wohnung, im Hintergrund der Zwischentrakt

Über dem Eingang steht „Bürgermeister-Amt“. Das war zur Zeit der Erbauung die korrekte Bezeichnung. Im Erdgeschoss gab es ein Büro für den Bürgermeister und drei weitere Büros für die Mitarbeiter. Der Bürgermeister selbst wohnte im 1. Obergeschoss, später sein Vertreter im Dachgeschoss. Die Inschrift über dem Haupteingang war von 1946 bis 1994 nicht korrekt, denn zu dieser Zeit leitete der Gemeindedirektor die Verwaltung und der Bürgermeister war lediglich ein Ehrenamtler. Ab 1994 war ein hauptamtlicher Bürgermeister Chef der Gemeindeverwaltung und die Inschrift stimmte wieder.
Später kamen immer mehr Aufgaben auf eine Gemeindeverwaltung zu und durch Zusammenschlüsse im Jahre 1969 und 1975 wuchs der Verwaltungsbereich stetig. Dadurch war es notwendig, die bisherige Wohnung im 1. Obergeschoss zu Büros umzubauen.
Anfang der 1960er Jahre wurde für den Gemeindedirektor ein Flachbau angebaut, der auch einen Sitzungssaal beinhaltete. Später wurde auf Bauschutzgründen ein Satteldach auf den Flachbau gesetzt. Als der langjährige Gemeindedirektor starb, wurde die Wohnung in Büros umgebaut.
1988/89 wurde für die Gemeinde eine größere Versammlungsstätte hinter dem alten Rathaus gebaut, die Neffeltalhalle. Zwischen dieser Halle und dem alten Rathaus wurde gleichzeitig ein Zwischentrakt errichtet. Er brachte weitere Büros und einen neuen Sitzungssaal.
Mitte der 1990er Jahre wurde das alte Rathaus von innen und außen völlig renoviert. Aus Denkmalschutzgründen durften die Sprossenfenster mit Einscheibenverglasung nicht entfernt oder geändert werden. Deshalb wurden innen thermopenverglaste Fenster zusätzlich eingebaut. Das Dach wurde mit Originaldachpfannen von 1910 neu eingedeckt, die extra hergestellt werden mussten. Ein Erker wurde wiederhergestellt. Die Eingangstür wurde erneuert, und zwar so, wie sie früher aussah.
Im Rathaus arbeiten 45 Bedienstete. Zum 1. August 2009 wurde das Sozialamt ausgegliedert und im ehemaligen Gebäude des Barbara-Kindergartens in der Jakob-Breidkopff-Straße 4 untergebracht. Im Jahr 2015 wurden die Büros wieder im Rathaus eingerichtet und das Haus Jakob-Breidkopff-Straße 4 wurde zur Flüchtlingsunterkunft umfunktioniert. Im Juli 2016 wurde mit den Bauarbeiten im Innenhof des Rathauses begonnen, um Platz für ein Bürgerbüro zu schaffen. Die Eröffnung war im April 2017.
Das Haus wurde am 19. März 1985 in die Denkmalliste der Gemeinde Nörvenich unter Nr. 45 eingetragen.

## Gedenktafel

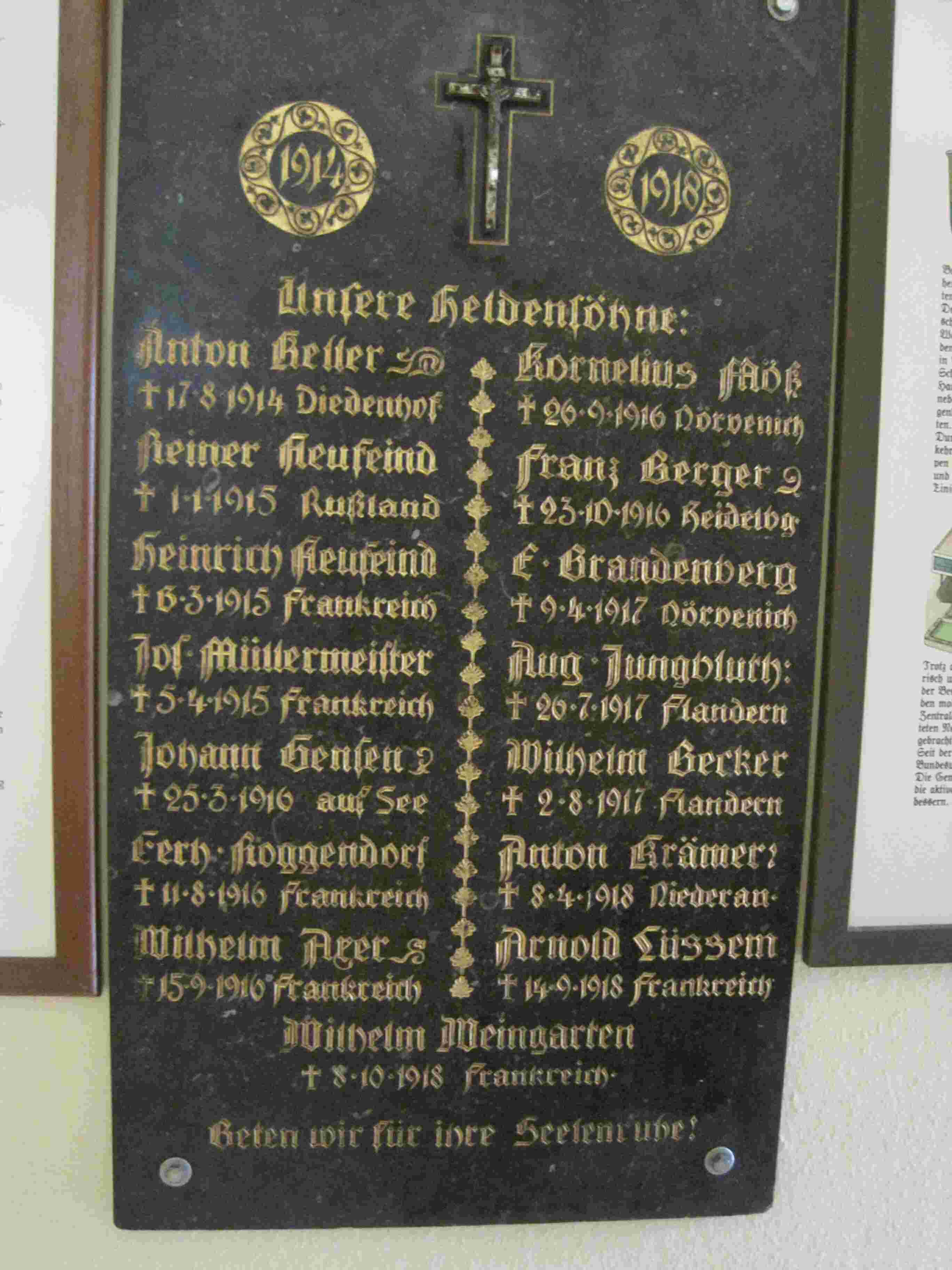
Ehrentafel aus dem Ersten Weltkrieg im Rathaus

Im Erdgeschoss des Rathauses hängt seit Sommer 2013 eine steinerne Gedenktafel zur Erinnerung an die 15 toten und vermissten Einwohner des Ortes während des Ersten Weltkriegs. Die Platte wurde bei der Renovierung der Heizungsanlage im Keller der Nörvenicher Pfarrkirche St. Medardus im Herbst 2012 entdeckt. Nach umfangreicher Säuberung von Ruß, Betonresten und Staub wurde zwischen der Gemeinde und der Pfarre St. Josef ein Überlassungsvertrag geschlossen. Während der Öffnungszeiten des Rathauses ist die Gedenkplatte der Öffentlichkeit zugänglich.